# کورادو فابی
کورادو فابی (ایتالیایی: Corrado Fabi؛ زادهٔ ۱۲ آوریل ۱۹۶۱ در میلان) رانندهٔ سابق مسابقات اتومبیل‌رانی اهل ایتالیا است که از فصل ۱۹۸۳ تا ۱۹۸۴ در مجموع در هجده گراند پری از مسابقات جهانی فرمول یک شرکت کرد، اما موفق به کسب هیچ امتیازی نشد.